# 크라스노페레콥스크

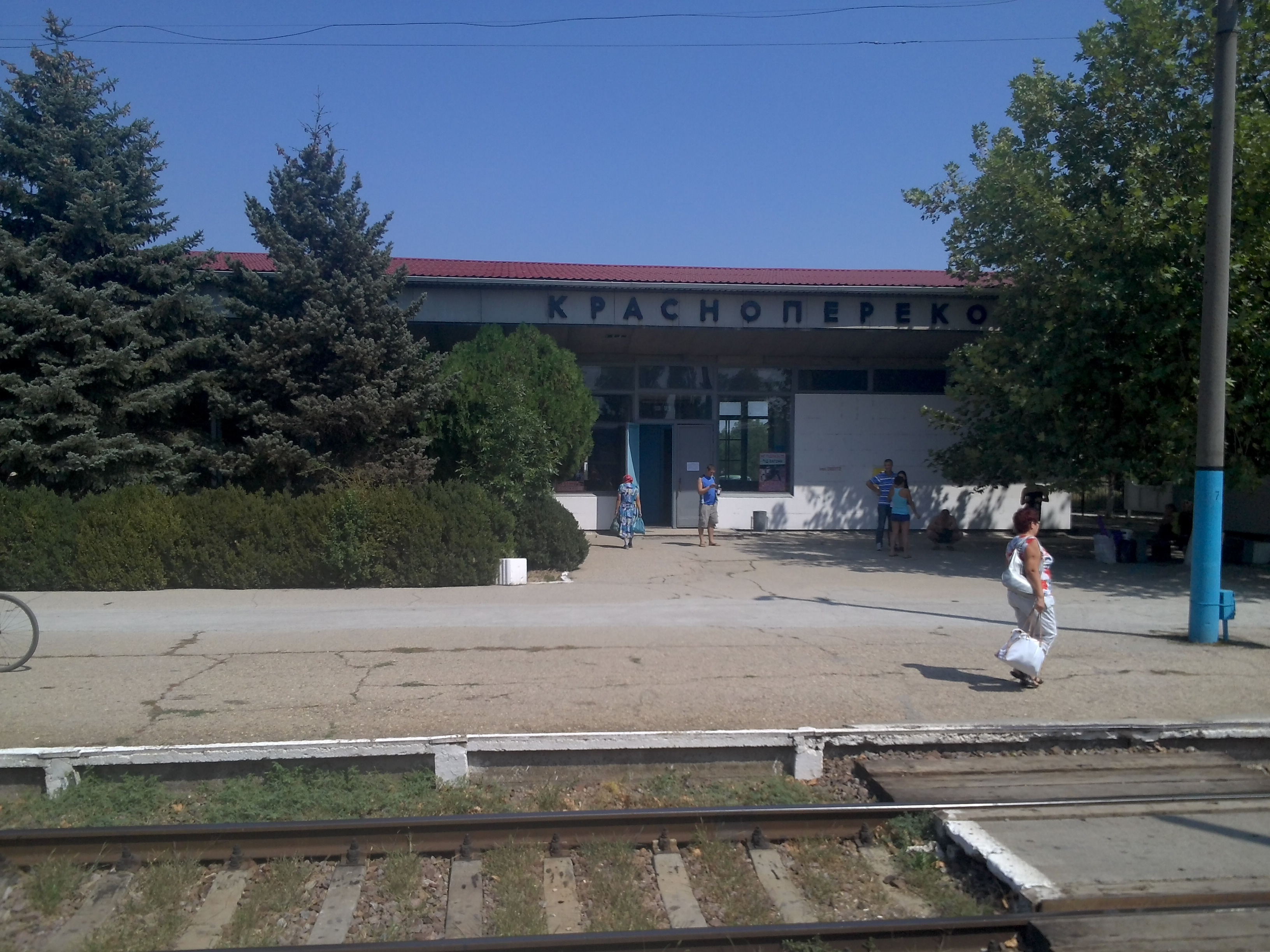
크라스노페레콥스크 철도역

크라스노페레콥스크(러시아어: Красноперекопск, 우크라이나어: Красноперекопськ 크라스노페레콥스크[*], 크림 타타르어: Krasnoperekopsk)는 크림반도 북부에 위치한 도시로 러시아 크림 공화국(사실상) 또는 우크라이나 크림 자치 공화국(국제적인 승인)에 위치한다. 참고로 크림반도는 2014년 이후부터 우크라이나로부터 독립을 선언하여 러시아에 병합되었지만 대다수의 국가와 유엔은 이를 인정하지 않고 있다.
면적은 22km2, 높이는 5m, 인구는 26,268명(2014년 기준), 인구 밀도는 1,395.45명/km2이다. 심페로폴에서 124km 정도 떨어진 곳에 위치한다. 잔코이와 헤르손 사이를 연결하는 철도 노선과 접한다.

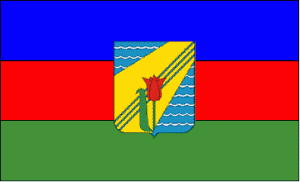
시기
시 문장

## 역사
1932년에 스타레호 근처에 브로민 공장이 입주하면서 브롬자보트(러시아어: Бромзавод)라는 마을이 형성되었다. 1936년에는 러시아 내전이 한창이던 1920년에 일어난 페레코프 공성전을 기념하기 위하여 크라스노페레콥스크라는 이름으로 바꿨고 1966년에 도시 지위를 부여받았다.
우크라이나 정부는 2016년 5월 12일에 탈공산화 정책에 따라 러시아에 점령된 상태에 있는 크림반도가 우크라이나에 반환될 경우에 바꿀 도시 이름을 야니카푸(우크라이나어: Яни Капу, 러시아어: Яны Капу, 크림 타타르어: Yañı Qapı)로 결정했다.